# Hans von Hardenberg (Politiker)
Hans Christoph Hildebrand Aloysius von Hardenberg, ab 1882 Freiherr von Hardenberg, (* 27. Oktober 1824 in Oberwiederstedt; † 25. Februar 1887 in München) war ein deutscher Politiker. Er war preußischer Landrat und Regierungsvizepräsident.

## Leben
Er stammte aus der Adelsfamilie von Hardenberg und war der Sohn des Georg Anton von Hardenberg (1781–1825), Gutsherr auf Oberwiederstedt, und der Annette geborene von Witzleben (1783–1857). Im Jahr 1854 wurde Hardenberg Mitglied des preußischen Herrenhauses. Ab 1861 war er in preußischem Staatsdienst. 1862 wurde er Nachfolger von Anton von Krosigk als Landrat des Mansfelder Gebirgskreises des Regierungsbezirks Merseburg der preußischen Provinz Sachsen und blieb bis 1866 im Amt. Im Jahr 1866 war er im Rang eines Regierungspräsidenten Zivilkommissarius des von Preußen annektierten Königreichs Hannover. Von 1867 bis 1876 leitete er als Regierungsvizepräsident im Rang eines Regierungspräsidenten das Regierungspräsidium in Kassel, wurde allerdings im Jahr 1875 als ungeeignet für das Amt des Oberpräsidenten von Hessen-Nassau angesehen.
Hardenberg starb in München, wurde aber auf Gut Schlöben beigesetzt.
Er heiratete am 24. Oktober 1846 in Berlin Marie von Carlowitz (* 11. Januar 1825 in Frankfurt am Main; † 19. August 1899 in Hainbücht bei Stadtroda), die Tochter des Hans Georg von Carlowitz (1772–1840) und der Jeannette Karoline von Schönberg (1780–1826). Beider Sohn Askan Freiherr von Hardenberg (1861–1916) wirkte als Staatsrat in Sachsen-Altenburg.
Für seine Person und seine Ehefrau, nicht jedoch für die Kinder und Nachkommen, erhielt Hans von Hardenberg die Genehmigung des Königlichen Heroldsamtes zu Berlin zur Führung des Freiherrentitels am 8. April 1882. Die generelle Berechtigung des Freiherren-Titels konnte nicht nachgewiesen werden und wurde nicht anerkannt.